# Švédské euromince
O vzhledu švédských euromincí ještě nebylo rozhodnuto.
Švédsko je členem Evropské unie od roku 1995 a také je členem Evropské měnové unie, ale ještě nevstoupilo do Eurozóny, a proto stále používá svou vlastní měnu - švédskou korunu.

## Změna motivu švédské koruny, referendum
Když Švédsko v roce 2001 změnilo motiv na jednokorunové minci v roce 2001, v médiích bylo uváděno, že se jedná o přípravu na přijetí eura - některé euromince by totiž mohly obsahovat portrét krále stejně jako jednokorunová mince. Na desetikorunové minci je zobrazen podobný portrét. Toto je uvedeno ve zprávě o činnosti Švédské státní banky, kde se píše, že přechod na euromince by mohl být zjednodušen použitím portrétu krále Carla XVI. Gustafa z mincí 1 a 2 koruny z roku 2001 na rubové straně euromincí 1 a 2 eura. . Referendum, které se konalo 14. září 2003, však přijetí eura odmítlo. Situace před referendem se silně zdramatizovala vraždou ministryně zahraničí Anny Lindh.

## Současná situace
Podpisem smlouvy o vstupu do Evropské unie se Švédsko zavázalo, že přijme euro za svou měnu. Přestože vláda vstup podporovala, země musí teprve teď vytvořit taktiku pro vstup do Eurozóny. Referendum, které se konalo v roce 2003, navíc dopadlo 56,1 % hlasů proti přijetí eura. Následkem toho se Švédsko v roce 2003 rozhodlo pro nepřijetí eura.
Dvě švédské nejsilnější politické strany (Aliance pro Švédsko, která vyhrála volby v roce 2006 a v současnosti vládne, a Sociálně demokratická strana, která vládla předtím) se v principu staví k přijetí eura příznivě. Aliance pro Švédsko se nechala slyšet, že referendum v jejím volebním období znovu pořádat nebude.
Z těchto událostí vyplývá, že Švédsko nemá, na rozdíl od nových členských států unie, které jsou v současnosti nečleny Eurozóny, žádné časové rozvržení na přijetí eura v důsledku toho, že si hodlá ještě určitou dobu ponechat švédskou korunu. Do doby, než se Švédsko rozhodne pro přijetí eura, nebudou žádné návrhy euromincí vytvořeny ani schváleny.
24. října 2006 prohlásil evropský komisař pro hospodářství a měnu Joaquin Almunia, že Evropská unie by teoreticky mohla zažalovat Švédsko za nepřijetí eura přes splnění všech ekonomických kritérií, ale tento postup by v současnosti nebyl vhodný a ani není nutný.